# Парагон (Индијана)
Парагон (енгл. Paragon) град је у америчкој савезној држави Индијана.

## Демографија
По попису из 2010. године број становника је 659, што је 4 (-0,6%) становника мање него 2000. године.
| Група             | 2000.       | 2010.       |
| Белци             | 658 (99,2%) | 639 (97,0%) |
| Афроамериканци    | 0 (0,0%)    | 1 (0,2%)    |
| Азијати           | 0 (0,0%)    | 0 (0,0%)    |
| Хиспаноамериканци | 4 (0,6%)    | 6 (0,9%)    |
| Укупно            | 663         | 659         |